# Sebewaing
Sebewaing é uma vila localizada no estado americano de Michigan, no Condado de Huron.

## Demografia
Segundo o censo americano de 2000, a sua população era de 1974 habitantes.
Em 2006, foi estimada uma população de 1829, um decréscimo de 145 (-7.3%).

## Geografia
De acordo com o United States Census Bureau tem uma área de
4,3 km², dos quais 4,1 km² cobertos por terra e 0,2 km² cobertos por água. Sebewaing localiza-se a aproximadamente 178 m acima do nível do mar.

## Localidades na vizinhança
O diagrama seguinte representa as localidades num raio de 20 km ao redor de Sebewaing.